# Variabilitás
A variabilitás vagy változékonyság a népköltészeti alkotások egyik fő jellemzője, a szövegalkotási és reprodukálási folyamat során megfigyelhető jelenség, amelynek eredményeként a folklórszövegek egyszerre több változatban élnek. Ez azt jelenti, hogy ezek a művek nem rendelkeznek archetípussal, mivel kizárólag az oralitásban léteznek. Az előadások folyamán pedig változhat a szöveg is, nem csak az előadásmód. Ezzel szemben a műköltészet archetípusokat hoz létre, s rögzítettségüknél fogva azok szövege nem, legfeljebb az előadásmód változhat.

## A változatképződés kutatástörténete röviden
Már az első népköltészeti közlésekben is megjelent a változat fogalma, mivel a korai néprajzi kutatások is felismerték jelentőségét. Így Kriza János, és Erdélyi János is fontosnak tartotta a variánsok minél nagyobb számú felgyűjtését, hiszen egyrészt a változatok gazdagsága bizonyítékként szolgálnak a magyar alkotások eredetiségére, másrészt ezekből lehet az adott vidék műveltségére, erkölcseire, ízlésére következtetni. Az eredetiséggel kapcsolatban fontos megjegyezni, hogy e korai időszakban még keresték az egyes népköltészeti alkotások archetípusait, ám a Vadrózsa-pör rávilágított, hogy a szóbeliségben élő, természetükből adódóan nem feljegyzett, vagy rögzített művek, minden felbukkanásukkor más és más formában valósulhatnak meg, ezek tehát a variánsok.
A magyar kutatások kezdeti időszakában kialakult a változatképződés értelmezésére két elmélet. Az egyik, melyet Erdélyi János nevéhez köthetünk, történeti degradációs folyamatként, ezzel szemben Arany János újra alkotó, szebbítő törekvésként értékelte a variánsok megjelenését. A későbbi kutatások is különböző szemszögből vizsgálták ezt a folyamatot. Az egyik megközelítés magát a verzióképződés folyamatára koncentrál. Ebben az elméletben az egyes alkotások, mint egy-egy láncszem jelennek meg, elemeik az átadás-átvétel folyamán módosulhatnak. Ennek az irányzatnak fő képviselői Honti János, Kodály Zoltán, Maróth Károly és Ortutay Gyula voltak. A másik teória szerint pedig a végeredményen van a hangsúly, tehát a változatot elemezték.

## A változatképződés okai
A szóbeliségben az alkotás és az előadás azonos időben játszódó reproduktív folyamat. Az alkotó a korábbi változatot eredetinek fogadja el, ezért igazodik hozzá, mégis változtathat rajta, azaz bővítheti, új elemekkel gazdagíthatja. A reprodukció egy korábbi mintát követ ugyan, végeredményben mégsem lesz azonos azzal. A változatok tehát különböznek egymástól, mégis egy közös alapra épülnek. Az alkotó/előadó mindig fix kategóriákkal (típus, motívum, elem) dolgozik, hasonlítja alkotását a korábbiakhoz. A változtatás jelenthet javítást, de rombolást is, ez az alkotó tehetségétől nagyban függ. A verzióképződésbe az improvizáció, és az adott mű aktualizálása is nagy szerepet játszik. Fontos jellemzőjük, hogy a variánsok erősen kötődnek a korhoz, amelyben létrejöttek, így eszmei, politikai áramlatokat is tükrözhetnek.

## A variáns
A variáns folklóresztétikai és folklórelméleti kategória, az egyedi műalkotás megjelenési módja a folklórban. Minden egyes folklóralkotás változatokban él. Ezeket keletkezési módjuk szerint két csoportba soroljuk: lehetnek egy korábbi egyedi műalkotás továbbélésének állomásai, vagy párhuzamos változatok.
A változás során létrejövő új alak, létrejöhet degresszív folyamatok révén: felejtés, egyéni tévesztés, rombolás, vagy alkotó folyamatok során: szebbítés, újítás, improvizáció. Ezáltal átmeneti vagy teljesen új típusok jöhetnek létre.
Fontos megjegyezni, hogy a népköltészetben a szerzőség, az archetípusok hiányában egy kérdéses pont. A népköltészet nem ismeri a plágium fogalmát, így gyakori, hogy a magasművészetre is alkalmazza saját szabályait, s átalakítja az eredetileg rögzített műveket is.

## Az invariáns
Olyan folklorisztikai jelenségeket foglal magába ez a kategória, melyek nem mutatják a variálódás törvényszerűségét, és párhuzamokkal sem rendelkeznek. Jelzik az egyéni javaslatot, azonban ezt a közösség elutasította, de létrejöhet oly módon is, hogy megszakad az átadási lánc, vagy az adott jelenség, elem a feledés homályába merül. Invariáns lehet egyes alkotás, típus, motívum, téma, formai elem, műfaj, általában a kultúra bármilyen része.

## Az affinitás
Az affinitás az egyes alkotások között fennálló tartalmi vagy formai rokonság, amely lehetővé teszi és elősegíti a változatok képződését és összekapcsolódását; a népköltészet-elmélet fogalma. Róheim Géza megközelítésében, mint a vonzás etnológiai törvényeként is értelmezhető, azt a lehetőséget, képességet jelenti, ami által egy új szöveg kapcsolódhat a korábbiakhoz. A hasonló vagy rokon típusok vonzó hatást gyakorolnak egymásra, ami lehetővé teszi új szerkezetek létrejöttét. Ez a jelenség még nem jelent variálódást, mivel csak gondolati síkon játszódik le. Az újítás, szebbítés és a versengésre való törekvés hozza létre.
A líra esetében is megfigyelhető az affinitás, mely általában egyes szövegrészletekben bukkan fel, így például a különböző költői képekben, hasonlatokban, formulákban. Vándorstrófák esetén lehetséges olyan hasonlat, amely köré „affinitásgyűrű” képződik, és amiből egész variánssor keletkezhet.
Az affinitás által nem csak új szövegstruktúrák, de dallam-szerkezetek is létrejöhetnek.
A balladáknál egy különleges kapcsolódás, a kontamináció törvényszerűsége fedezhető fel, legtöbbször a siratóballadákban, ponyvaballadákban.
A típusok szabályszerű ismétlődést mutatnak a magyar mese területen. Olyan típusok is találhatóak, melyeken, a vonzáson, továbbalakításon túlhaladva, egybeolvadás is megfigyelhető.

## Példák
A változatképződés nem csak azokat a népköltészeti alkotásokat érinti, melyek valóban a nép ajkán születtek, de a magaskultúrából is bekerülhetnek művek, vagy részletek, melyeket a maga képére formál a népköltészet, ezt a folyamatot széténeklésnek nevezi a folklorisztika. Ennek során kerülhetnek például a népdalkincsbe olyan szövegek, melyek eredetileg egy irodalmi alkotásban tűntek fel. Erre példa, hogy Petőfi Sándor verseinek részletei is, átalakulva ugyan, de feltűnnek egyes népdalokban. Mindez a folyamat gyors lejátszódását is jelzi, hiszen pár évtizeden belül történik meg ez a változás.
Terbe Lajos hívta fel a figyelmet a következő példára: a Hegyen űlök című Petőfi vers átírásának tekinthető az azonos című népdal.
Petőfi Sándor: Hegyen űlök (részlet)
Szeretném, ha vadfa lennék erdőben,
Még inkább: ha tűzvész lenne belőlem;
Elégetném ezt az egész világot,
mely engemet mindörökké csak bántott.
Hegyen űlök (népdal)
De szeretnék-
De szeretnék fa lenni az erdőben,
Ha valaki tüzet rakna belőlem;
Felgyújtanám ezt a cudar világot,
Közepéből-
Két széléből szakajtanék virágot...